# 维克托·弗拉基米罗维奇·斯米尔诺夫
维克托·弗拉基米罗维奇·斯米尔诺夫（羅馬化：Viktor Vladimirovich Smirnov；1968年9月9日—）是俄罗斯政治人物，第八届国家杜马代表。
斯米尔诺夫于1993年当选为扎沃尔日斯克市委员会代表，开始了他的政治生涯。后来，他继续担任科赫马行政管理局教育司司长。2002年至2003年，斯米尔诺夫在国际管理学院伊万诺沃分院宪法和一般理论法律学科系担任讲解员。他辞去职务，开始在伊万诺沃州选举委员会工作。2005年至2012年，斯米尔诺夫担任地区选举委员会主席。2012年6月至2013年9月任伊万诺沃州副州长。随后因参选第六届伊万诺沃州杜马选举而离任。2018年，斯米尔诺夫成为联邦委员会议员。2021年9月起担任第八届国家杜马代表。

## 制裁
斯米尔诺夫于2022年因俄乌战争而受到英国政府制裁。